# Blivet

Denna illusion visar två omöjliga figurer sammanförda; ett saknat stavfäste mellan de två yttre basstavarna samt en omöjlig tredje stav mellan de yttre.

Blivet, också känd som djävulens treudd eller djävulens stämgaffel, är ett omöjligt objekt och en optisk illusion. Illusionen, som betecknas som en kognitiv paradoxal illusion, förefaller att ha två stämgaffel-liknande stavar i basen, som sedan successivt förvandlas till en treudd i den andra änden. 

## Paradoxfiguren
Den mest vanliga benämningen av "blivet" är att den är en paradox och en omöjlig figur. Den publicerades första gången i mars 1965 på omslaget till tidningen Mad, och har senare förekommit i en mängd olika sammanhang. Den förekom också som ett anonymt bidrag i juninumret 1964 av Analog Science Fiction, där den benämndes som en "hole location gauge", med en skämtsam kommentar om ett möjligt ursprung från en namngiven ingenjörsfirma.

## Militär benämning
I USA:s armé förekom vid tiden för det andra världskriget ett talesätt som sade att en "blivet" definierades som: "ten pounds of manure in a five pound bag" (en beskrivning för något som var extremt fult eller ogörligt); det användes på olösliga uppdrag eller situationer eller på självutnämnt viktiga personer. I Cormac McCarthys novell All the Pretty Horses definierade Rawlins en blivet som, "10 pounds of shit in a 5 pound bag". Under Vietnamkriget användes benämningen för en tyngre gummiblåsa i vilken flygbränsle eller POL (petroleum, oil, and lubricants) transporterades i, då den gemensamma nämnaren var allt som (när det väl var uppackat) inte kunde bringas tillbaka i den ursprungliga förpackningen. Denna benämning för en bränsleförpackning är fortfarande i användning.
I olika andra militära sammanhang i United States Air Force, till exempel i Strategic Air Command, används benämningen till en emfatisk omskrivning som refererar till "Special Weapons" vars innehav varken bekräftas eller förnekas.

## Teknologisk benämning
I programmerarkretsar refererar en "blivet" till en försmädlig händelse som dyker upp under en kunddemonstration. Bland datorsäkerhet-specialister kan en blivet avse en Denial of Service-attack uppsatt av monopoliserande begränsade resurser som inte har accesskontroller (till exempel, delat spoolutrymme i ett fleranvändarsystem). Det finns andra användningsområden i olika teknikkulturer; bland psykiatriker och hårdvaruingenjörer kan benämningen stå för ett valfritt objekt med en okänt syfte.
Tidiga versioner av bildhanteringsprogrammet Adobe Photoshop använde den grafiska figuren som en plugin-ikon.

## Alternativa namn
- Ambiguous trident
- Devil's pitchfork
- Devil's tuning fork
- Hole location gauge
- Mark III blivet
- Poiuyt
- Three-legged widget
- Three pronged blivet
- Trichotometric indicator support
- Two-pronged trident
- The Impossible Magnet
- Three forked, one slot